# Pau Casesnoves
Pau Casesnoves (Inca, s.XV - Valladolid, 1523) fou un agermanat, síndic forà i cirurgià de professió. Com a ambaixador i representant de la Part Forana de Mallorca, aconseguí del rei Ferran el Catòlic la sentència arbitral de 1512.
Residia a Inca, va participar en les Germanies.

## Inca a l'entrada delseglexvi
Al principi del segle xvi els problemes de la vila eren greus, principalment després de la pesta de 1493. Ja el 1506 els jurats de la vila es queixaven que hi havia poques persones que tinguessin terres per conrear i, en conseqüència, el blat es venia molt més car que a altres indrets, fet agreujat perquè molts no trobaven feina; per aquest motiu es reordenava la botiga de blats, antecedent de la Quartera. La situació empitjorà l'any següent amb la mala anyada: de les 230.000 quarteres de blat que s'havien de menester per a aliment i llavor dels mallorquins, tan sols se'n colliren 25.000.
El problema era que en molts d'aquests conflictes derivats de la manca de blat s'hi va veure implicat Pau Casesnoves, bé com a jurat o Síndic bé com a batle reial o instador.

## Primeres actuacions
A partir del 1506 ja se'l troba íntimament relacionat en els afers polítics de la vila i el Regne. El 4 de setembre de 1506, els jurats de la vila presentaren uns capítols sobre l'administració de la botiga de forment al lloctinent general. El problema era que si no venia blat, sobretot als pobres i miserables, Inca corria perill de despoblar-se.
L'any següent, la situació s'agreujà. El 12 d'abril de 1507 el batle Mateu Cardils, àlies Malferit, i els jurats Guillem Gual, Joan Ramis, Mateu Samtella i Pau Casesnoves, juntament amb alguns consellers, convocats en el dormidor de l'hospital tractaren de la necessitat dels homes que no trobaven feina i decidiren partir 200 o 300 quarteres de blat.En el mateix any Arnau Massip i Pau Casesnoves eren consellers forans en el Gran i General Consell.
El prestigi de Pau Casesnoves superà els límits locals. El 22 d'octubre de 1510 els jurats del Regne el van elegir col·lector de la Part Forana d'Inca,  Selva i Escorca. Aquest càrrec li creà molts enemics i problemes, perquè el dia 29 de maig de l'any següent es dictà sentència contra Miquel Amer, Pau Casesnoves, Guillem Gual, Gabriel Perelló i d'altres. Pau Casesnoves va ser acusat de mala administració i d'altres falses acusacions.

## L'ambaixada
Les accions polítiques de Pau Casesnoves foren notables. Algunes vegades en defensa dels interessos d'Alaró, i unes altres en la de tots els forans.
Tenim notícia d'algunes actuacions de Pau Casesnoves en defensa dels béns d'Inca. Així, el 10 de juliol de 1514 el governador escrivia al batle de Sencelles dient que Pau Casesnoves, havia protestat perquè una campana que va ser deixada per la vila al reverend mestre Morro, bisbe de gràcia, amb motiu de la campanya de Bugia havia quedat a Sencelles i que havia promès tornar-la.No havia estat tornada als inquers.
L'ambaixada forana havia d'estar dirigida per Pau Casesnoves i Eusebi Santandreu, de Petra. Segons el testimonis contraris deien que les causes d'aquesta ambaixada eren molt diverses però sabem que no coincideixen amb els motius reals. Així, per exemple, el notari Antoni Ramiro deia que era a causa dels conflictes pels seients que tingueren lloc arran de la lectura d'una tesi doctoral de medicina.
A l'ambaixada forana s'hi superposà l'enviada per la Universitat presidida pel jurat mossèn de Santmartí. L'ambaixada originà grans despeses, fet que fou usat pels seus contraris, que argumentaven que no s'aconseguí res de profit per a la part forana: res de més fals, ja que aconseguiren que el rei ordenàs la redacció del cadastre que anhelaven i que hauria permès una distribució més justa de les càrregues fiscals del regne (“qui deu, que pac!” serà, anys a venir, el crit de guerra de la Germania).
La sentència arbitral se signà el 9 de febrer de 1512 a Burgos, però amb una altra aclaridora del 4 de març en una segona. En el primer document, en el qual intervingué Pau Casesnoves, el rei decretava que a les talles hi havia de contribuir tothom i a tal efecte s'ordenava fer el cadastre: la vella reivindicació dels forans semblava victoriosament assolida. El 4 de març s'especificaven les condicions de contribució del ciutadans per les possessions foranes adquirides l'any 1461,que abans eren de forans.
La sentència va ser molt mal rebuda per l'oligarquia de la Ciutat. És possible que fos per calmar els ànims dels sectors privilegiats de Mallorca que el rei Ferran el Catòlic, el 15 de novembre de 1512,des de Logronyo revocà el nomenament de Pau Casesnoves i Eusebi Santandreu com a síndics clavaris de la Part Forana. Sembla que Pau Casesnoves i Eusebi Santandreu seguiren el rei fins al novembre de 1512, perquè el gener de l'any qui actuava com a síndic forà era el notari de Muro Jaume Socies. No es tenen notícies sobre les actuacions de Pau Casesnoves entre 1515 i 1521, però sabem que va ser objecte d'una vertadera campanya de persecució i desprestigi amb falses acusacions, denúncies i calúmnies.

## La Diarquia
El primer dirigent agermanat mallorquí va ser el paraire Joan Crespí,que adoptà el títol de capità i amb posterioritat el d'instador. El mateix Pau Casesnoves va ser instador d'Inca. Dia 23 de setembre, en la reunió de Sant Francesc decidí posar en execució la sentència arbitral de 1512. Varen ser nomenats dos instadors: Pau Casesnoves i el tintorer de Ciutat Jordi Moranta.
En la sessió de dia 23 de setembre els forans dominaren el moviment agermanat. Van ser impulsats per barreter Joanot Colom, que feia poc que residia a la Ciutat, i per Pau Casesnoves. A partir d'aquells moments, la resta de l'any 1521 i bona part del següent el moviment agermanat va ser dirigit per ells dos (diarquia). Dia 2 d'octubre de 1512, Joanot Colom i Pau Casesnoves van escriure als jurats de la Ciutat sobre la necessitat de posar en execució la sentència de 1512. D'alguna manera Joanot Colom apareixia com a representant de la Ciutat i Pau Casesnoves com el de la Part Forana.

A partir del cop d'estat de setembre el que es pretenia era posar en vigor la sentència de 1512, però s'anava més enllà quan s'intentava posar en marxa tota una reforma fiscal. Segons la carta que Joanot Colom i Pau Casesnoves van enviar jurats de la Ciutat, calia l'aboliment d'una sèrie d'imposts directes que gravaven articles de consum, i requerien sobre els més pobres.
Pau Casesnoves i Joanot Colom escrivien als batles d'Alaró, Felanitx, Inca, Muro i Selva. Ells també s'hagueren de traslladar personalment a diverses viles per imposar el nou sistema revolucionari: supressió d'imposts i reforma de l'Administració.

## Darrera ambaixada
El 24 de gener de 1523, el mercader Bartomeu Ventayol va ser l'encarregat d'acudir a la cort per donar a l'emperador les claus d'or del Regne. Carles V no va voler rebre l'ambaixada i tan sols amb molta sort Bartomeu Ventayol aconseguí abandonar sa i estalvi la cort.
Pau Casesnoves i Antoni Tomàs varen ser executats per traïdors. Als tres mesos, l'emperador trameté al seu lloctinent la resta dels ambaixadors, Joan Gilipolle, Miquel Torrent, Antoni Bestard i Bernat Morei, perquè s'hi fes justícia.
És en aquest document quan per primera vegada apareix citat Pau Casesnoves en el context agermanat. Es fa evident que els ambaixadors Casesnoves i Tomàs varen ser considerats com a públics rebels. Els seus cossos van quedar a Valladolid i se n'ha perdut el rastre.
Uns mesos abans, Joanot Colom havia mort esquarterat i el seu cap va ser posat en una gàbia a la porta de Santa Margalida.